# Ramón Silva
Pour les articles homonymes, voir Silva.
Ramón Silva, né le 8 août 1890 à Buenos Aires et décédé le 17 juin 1919 dans la même ville en Argentine, est un graveur et peintre paysagiste impressionniste argentin.

## Biographie
Ramón Silva naît à Buenos Aires en 1890. Il commence à peindre en autodidacte avant de devenir en 1908 l'élève du peintre Martín Malharro, avec d'autres aspirants peintres de l'époque, comme Carlos Giambiagi (es), Thibon de Libian (es) ou Walter de Navazio. 
En 1911, avec l'aide de Luis Agote, il obtient une bourse de la part du gouvernement argentin afin de voyager en Europe en compagnie du sculpteur Luis Falcini (es). Il visite notamment l'Espagne, l'Italie, la Suisse, la Belgique et les Pays-Bas et s'installe à Paris durant quatre ans, ville dont il peint les environs et le cœur à de nombreuses reprises durant son séjour. En Europe, il découvre notamment le fauvisme et le postimpressionnisme et les œuvres des peintres Alfred Sisley, Paul Cézanne et Vincent van Gogh, ce qui amène de nouvelles réflexions dans sa manière de peindre.
Il connaît un retour difficile en Argentine. Après une première exposition à la commission nationale des beaux-arts en 1915, il essuie les refus de plusieurs salons pour exposer ses œuvres. En 1916, il organise seul une exposition à la galerie Witcomb qui appartenait au photographe britannique Alexander Witcomb. Il rejoint la Sociedad de Grabadores et collabore avec le magazine El Grabado fondé par Mario Canale la même année. Malade, il décède prématurément de la tuberculose en 1919.
Ces œuvres sont notamment visibles ou conservées au Museo de Artes Plásticas Eduardo Sívori (es) et au musée national des Beaux-Arts de Buenos Aires et au Juan B. Castagnino Fine Arts Museum (en) de Rosario.

## Œuvres

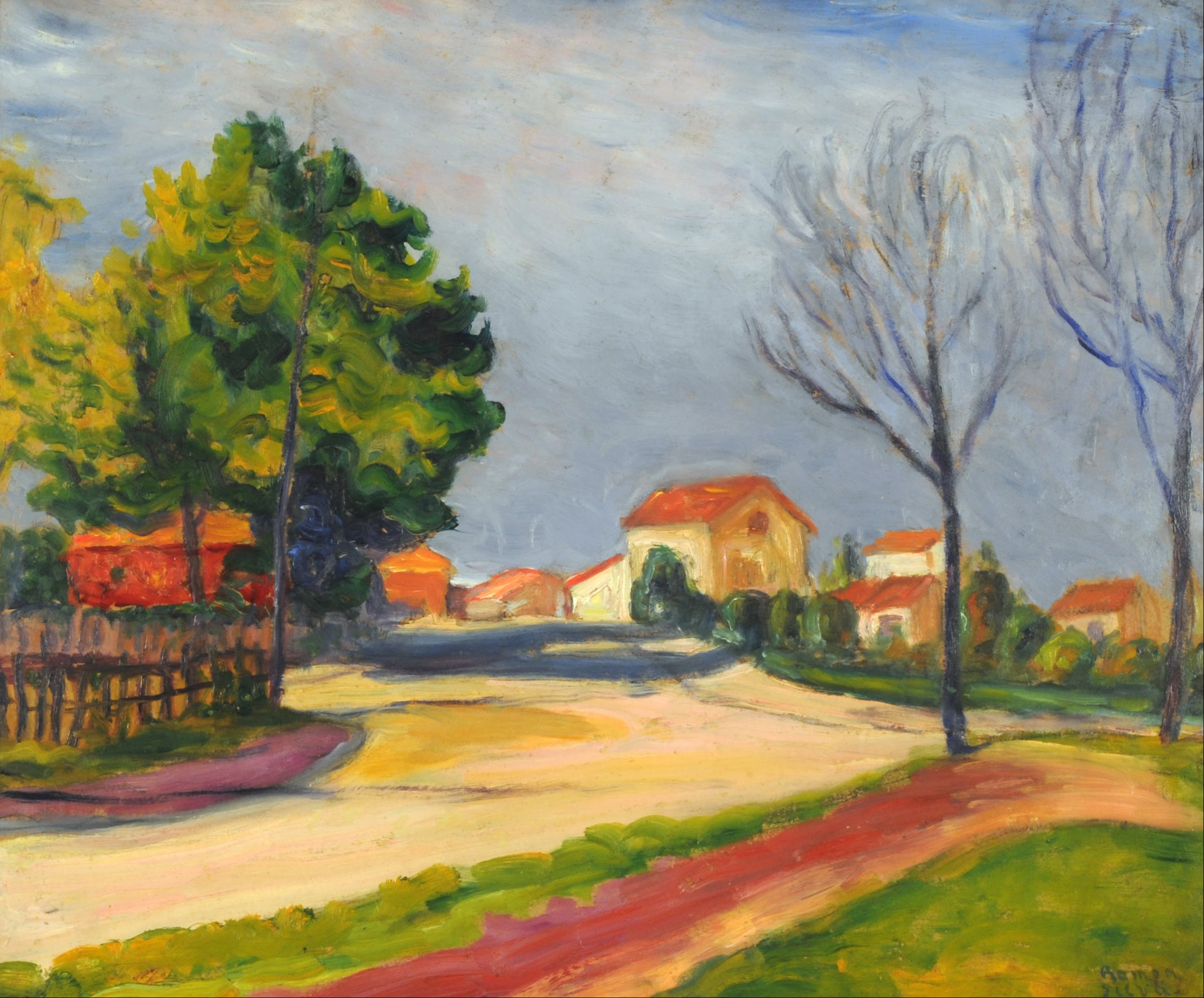
Alrededores de París, 1912, Musée national des Beaux-Arts de Buenos Aires
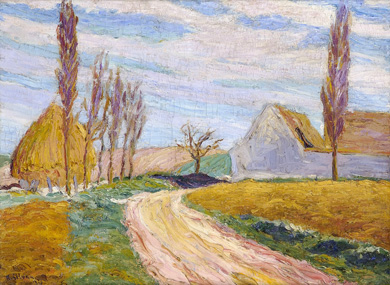
Paisaje de Plaisir Grignon, 1913, Juan B. Castagnino Fine Arts Museum (en)
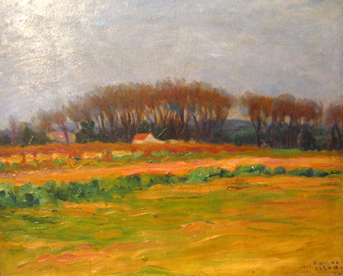
Invierno en las Afueras, 1913, Juan B. Castagnino Fine Arts Museum (en)
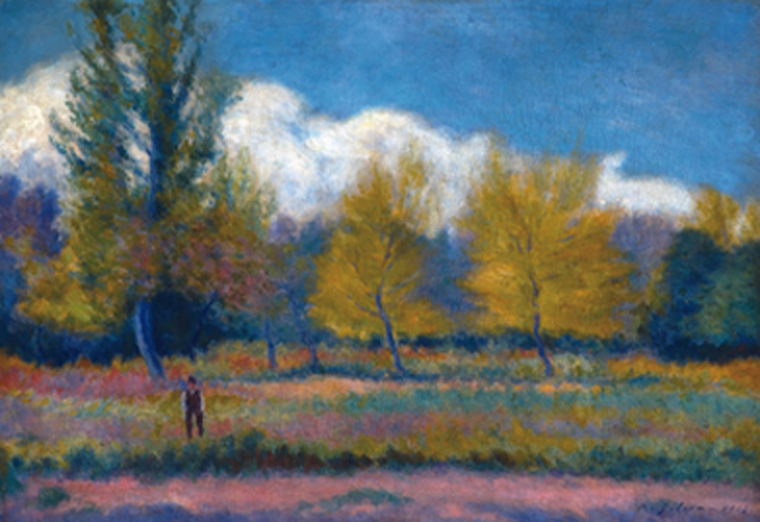
Palermo, 1918, Juan B. Castagnino Fine Arts Museum (en)